# Laura Pausini
Laura Pausini (n. 16 mai 1974, Faenza, Emilia-Romagna, Italia) este o cântăreață italiană. Ea a debutat în 1993, câștigând a 43-a ediție a Festivalului de muzică de la Sanremo cu piesa „La solitudine”, care a devenit un hit internațional, ajungând numarul 1 în Italia și în top 10 în Franța și Olanda.
Albumul ei de debut omonim a fost lansat în Italia la 18 mai 1993 însă mai târziu a devenit un succes internațional, vânzându-se două milioane de exemplare în întreaga lume.
Al doilea ei album de studio, intitulat Laura, a fost lansat în 1994 și a confirmat succesul ei, atingând vânzări de 3.000.000 
de exemplare în întreaga lume. De pe acest album au fost lansate drept single „Strani amori” si „Gente”.
În noiembrie 1994 a lansat primul ei album în limba spaniolă, intitulat Laura Pausini și compus din zece piese incluse în lucrările sale anterioare. Albumul a fost certificat cu discul de Diamant în Spania, facând-o primul artist nespaniol care a vândut mai mult de 1.000.000 de albume în Spania.
În timpul carierei sale, ea a câștigat trei premii Latin Grammy pentru Best Female Pop Vocal Album, pentru albumele Escucha (2005), Yo Canto (2007) și Primavera anticipada (2009). La 8 februarie 2006 ea a devenit prima artistă italiană care a câștigat un premiu Grammy, respectiv premiul pentru Best Latin Pop Album cu Escucha.
Până în noiembrie 2011, Laura Pausini a lansat în limba italiană 10 albume de studio, 9 în limba spaniolă și un album Greatest Hits.

## Discografie
- 1993: Laura Pausini
- 1994: Laura
- 1994: Laura Pausini (versiunea spaniolă)
- 1996: Le cose che vivi / Las cosas que vives
- 1998: La mia risposta / Mi respuesta
- 2000: Tra te e il mare / Entre tú y mil mares
- 2002: From the Inside
- 2004: Resta in ascolto / Escucha
- 2006: Io canto / Yo canto
- 2008: Primavera in anticipo / Primavera anticipada
- 2011: Inedito / Inédito
- 2012: Inedito Special Edition CD + DVD